# Pioz
Pioz település Spanyolországban, Guadalajara tartományban. Pioz Pozo de Guadalajara, Guadalajara, Loranca de Tajuña, Pezuela de las Torres és Santorcaz községekkel határos. Lakosainak száma 5204 fő (2024).

## Népesség
A település népessége az utóbbi években az alábbiak szerint változott:
| Lakosok száma | 627  | 864  | 1337 | 2784 | 3341 | 3579 | 3471 | 4052 | 4687 | 5204 |
|               | 2001 | 2004 | 2006 | 2009 | 2011 | 2014 | 2016 | 2019 | 2021 | 2024 |